# Arbre de vocabulaire évolutif
 (août 2021).
L'approche par arbre de vocabulaire évolutif est un algorithme de recherche des plus proches voisins proposé par des chercheurs de l'université du Kentucky pour la première fois en 2006.